# Hexenhaus von Salem
Das Hexenhaus von Salem ist ein historisches Gebäude in Salem (Massachusetts). Es ist als früheres Heim des Richters Jonathan Corwin das einzig erhaltene Gebäude mit Beziehungen zu den Hexenprozessen von Salem. Das Hexenhaus gehört zum Chestnut Street District, der als Historic District anerkannt und im National Register of Historic Places verzeichnet ist.

## Geschichte
Das Hexenhaus wurde 300 Schritte entfernt von einer auf einem alten Indianerpfad der Naumkeag liegenden Wasserquelle erbaut. Auf dem zentralen Platz der Siedlung Salem wurde später zur Nutzung eine Pumpe aufgesetzt, von der Nathaniel Hawthorne berichtet.
Das Haus hat eine für das 17. Jahrhundert typische Architektur. Jonathan Corwin kaufte das Haus 1675.
Über das genaue Alter gibt es seit den 1830er Jahren verschiedene Annahmen. Als gesichert gilt, dass das Haus schon längere Zeit vor dem Erwerb durch Corwin gestanden hat. Die Nachfahren Corwins nannten das Jahr 1642 als Zeitpunkt der Fertigstellung, ohne dafür Beweise vorlegen zu können.  Historiker aus der Viktorianischen Zeit wie W.C. Upham gingen von einer noch früheren Errichtung in den 1620er und 1630er Jahren aus und dass es als Heim für Roger Williams, den späteren Gründer von Providence, diente. Heutige Historiker gehen von einem Bau in den 1660er oder 1670er Jahren aus. Gesichert ist, dass 1675 die Familie Corwin das Haus von den Davenports aufkaufte und Umbaumaßnahmen, unter anderem eine Unterkellerung und zusätzliche Kamine, durchführen ließ. Bis dahin hatte es über zwei Etagen mit je zwei Zimmern verfügt. Unklar ist zudem, wie viele Giebel das Hexenhaus ursprünglich besessen hat. Ein drohender Abriss konnte 1944 verhindert werden. Seit 1948 besteht das Museum im Hexenhaus.
Am 28. August 1973 wurde der Chestnut District inklusive des Hexenhauses als Contributing Property in das National Register of Historic Places aufgenommen. Das Museum im Hexenhaus wird jährlich von ca. 20 000 Besuchern frequentiert.